# Summer Girl
| Оценки критиков | Оценки критиков |
| Источник        | Оценка          |
| --------------- | --------------- |
| Allmusic        | (положительный) |

Summer Girl — пятый студийный альбом американской рок-группы Smash Mouth, выпущенный 19 сентября 2006 года.

## Синглы
Промосинглом была выбрана песня «Story Of My Life».

## Список композиций
Автором песен является Грег Камп, кроме случаев, где указаны примечания.
1. «The Crawl» — 3:20
2. «Everyday Superhero» (Мэтью Джерард, Стив Харвелл, Робби Невил) — 3:28
3. «So Insane» (Камп, Пол Де Лисл) — 2:55
4. «Girl Like You» (Delisle) — 2:22
5. «Getaway Car» — 2:40
6. «Story of My Life» (Джерард, Харвелл, Невил) — 3:21
7. «Right Side, Wrong Bed» — 3:13
8. «Summer Girl» — 2:28
9. «Hey L.A.» — 2:29
10. «Quality Control» — 3:17
11. «Beautiful Bomb» — 1:49